# 舞-HiME★DESTINY 龍の巫女
『舞-HiME★DESTINY 龍の巫女』は、サンライズが中心となって展開している、メディアミックス作品。

## 概要
本作品は舞-HiMEプロジェクトの第3弾としてライトノベル形式で2007年2月28日よりNovel JAPAN第6号（現キャラの!）より連載が開始された。
他のシリーズと同様にスター・システムが採用されており、近代日本を舞台にした世界観やキャラクター設定等は舞-HiMEをベースにしているが、主人公達がいるのは北海道であり、学園の名称も星之宮風華学園となっている。
現在のところスター・システムが使われているキャラクターは舞-HiMEから登場している者が大半であり、舞台が惑星エアルという異世界であったためか舞-乙HiMEで新たにデザインされたキャラクターはほとんど出てきていない。ただし雛菊巴と鈴木美也の2人は名前こそ舞-HiMEと同じだが、そのデザインと人間関係は舞-乙HiMEに登場した際のキャラクターを引き継いでいる。
また、学園長である神崎零は舞-HiMEには登場していなかったキャラクターであるが、挿絵はGEAR戦士電童のゼロを元にしており、声優も電童でゼロ役だった速水奨が担当している。

## 登場人物

### 新規登場キャラ
神楽真夜（かぐら まよ）
声：茅原実里
本作の主人公。のんびりした性格で、他人とテンポがどこかズレている。特殊能力は桁外れに強力な念動力。
星之宮財団によって両腕を特別な手錠で封印されており、力を自由に使うことができない。
MiKOのひとりで、学園上層部の人間からは「龍の巫女」と呼ばれ注目されており、その身には紅・蒼・黒の三匹の龍を宿しており、封印が解けることで秘められた別人格（＝三匹の龍）が表に出て破格の能力を振るう。
天王寺しおん（てんのうじ しおん）
声：喜多村英梨
真夜の同級生。MiKOのひとりであり、「虎の巫女」と呼ばれる存在。人や物から情報を読み取るサイコメトリを得意とする。
冷静沈着な性格で、直情径行で思慮が浅いなつきをコントロールする「なつき団」のお目付け役。非常に高い情報収集力を持つため、あえて他人と距離を置こうとする傾向がある。

### 舞-HiMEより引き続き登場

#### 学園生徒会
藤乃静留（ふじの しずる）
声：進藤尚美
風華学園生徒会会長。MiKOのひとりでもある。特殊能力は現在のところ不明。
能力と関係があるかは不明だが居合いを得意としており、愛用の日本刀で大抵のものなら真っ二つ。
かわいい女の子が大好きなセクハラ魔で、コミック版ではしおんが犠牲になっていた。
かつて風俗に売り飛ばされそうになった後輩を助けるために暴力団を壊滅させたという過去を持つ。
そのせいで、今でも時折ヤクザのカチコミを受けている。
星之宮財団について疑念を抱いており、尾久崎晶を使って学園の裏事情について調べている。
珠洲城遥（すずしろ はるか）
声：柚木涼香
風華学園生徒会書記長。特殊能力は自動書記らしいが詳細は不明。また、パワーに特化した念動力を得意とする。
規律というものを過剰に正当化して捉えている傾向があり、自分の提示するルールに従わない者を悪と断じる独善的な性格。ただし本人としては悪意ではなくあくまでも正義感からやっているので支持する者も少なくない。
他のシリーズ同様、漢字に弱く、よく難しい漢字を言い間違えることがある。
菊川雪乃（きくかわ ゆきの）
声：能登麻美子
風華学園生徒会会計。特殊能力はサイコメトリ系に長け、ノートパソコンを媒介にさまざまな情報を収集できる。
遥の親友であり、よきフォロー役。ただし気が弱いので遥の勢いに引きずられてしまうことも多い。

#### 学園生徒
玖我なつき（くが なつき）
声：千葉紗子
真夜たちの先輩で「なつき団」のリーダー。
いわゆる「ヘタレ」であり、正義感は強いもののイマイチ実力が伴っていないところが目立つ。
超能力以外の超常的存在を認めないなど、頭の固い部分がある、またかなりのマヨラーであり、常にマイマヨネーズを持参している。
MiKOのひとりであり、特殊能力としてリボルバー拳銃から念を弾にして撃つ事が出来る。
鴇羽舞衣とはかつて交戦したことがあるようだが、勝敗については不明。
結城奈緒（ゆうき なお）
声：南里侑香
一匹狼の一年生。なつきとは仲が悪い。念動力を使う。
真夜をからかう為に念動力でパンツを下ろすイタズラを行い、その事から真夜からは警戒されている。
その際に真夜の反撃にあい自身のパンツも降ろされその現場をなつきに見られ恥を掻いた為、彼女自身も真夜の事はあまりよく思っていない。
原田千絵（はらだ ちえ）
声：斎賀みつき
生徒会に入り浸っている二年生。学園の噂に精通する情報通。
瀬能あおい（せのう あおい）
声：新谷良子
千絵の親友。いつもマイペースでほんわかした性格。
武田将士（たけだ まさし）
声：うえだゆうじ
サイキック剣法の使い手。「なつき団」と最初に戦った。
炎凪（ほむら なぎ）
声：石田彰
芝居めいた言動の、つかみどころがない少年。真夜の力を目の当たりにし、服従することを誓う。
鴇羽舞衣（ときは まい）
声：中原麻衣
先代の「龍の巫女」にして、なつきの親友。
神出鬼没の飄々とした少女で、非常にマイペースかつ強引な、大胆不敵ともいえる性格の持ち主。
リング状のエレメントを使って強烈な衝撃波を放ったり、空を飛んだりするなど、多彩な超能力を使う。
現在は理事長姫野二三の裁量で、建前上はヴィントブルームの本部校に留学していることになっている、だが実際には星之宮風華学園に残り、身を隠しながら学園長の企みについて独自に調査していた。
杉浦碧（すぎうら みどり）
17歳。だが本当に17歳かどうか怪しまれているなつきのクラスメート。
何かと古い出来事に詳しく、また歴史マニアという一面がある。テレポート能力を持つが、使うと酔う（乗り物酔いと同じ症状）という珍しい体質。
尾久崎晶（おくざき あきら）
静留にとある秘密を握られており、その手駒となって諜報活動を行う。
神崎黎人（かんざき れいと）
学園長の弟で、学園長代理という立場であり、学園の運営側である星之宮財団と風華学園生徒会の橋渡しをしている。

#### 学園関係者
姫野二三（ひめの ふみ）
声：ゆかな
星之宮風華学園理事長。
神崎零に協力しているように見えるが、内心ではその行いを快く思っておらず、自らの権限を用いてひそかに対抗しようとしている。
神崎零（かんざき れい）
声：速水奨
星之宮風華学園学園長。神崎黎人の兄。
龍師と呼ばれ、真夜を利用して自らの野望を果たそうとしている。
鷺沢陽子（さぎさわ ようこ）
星之宮風華学園保健医。
迫水開治（さこみず かいじ）
声：陶山章央
星之宮風華学園教師

#### 朱雀会
日暮あかね（ひぐらし あかね）
声：岩男潤子
朱雀会のリーダー。特殊能力は精神感応の発展形で対象者の深層心理に入り込み相手のトラウマを無意識の内に呼び起こし対象者の精神を自壊させる。
ある理由から学園の革命を企んでいたが、目的の為に真夜に対して能力を使い真夜のトラウマを呼び起こすと同時に真夜に封じられていた龍の封印を解いてしまう。
雛菊巴（ひなぎく ともえ）
声：田中理恵
朱雀会の主要人物。特殊能力は相手に幻影を見せる。いわゆる催眠能力（ヒュプノ）であると思われる。
鈴木美也（すずき みや）
声：伊月ゆい
朱雀会のメンバーで巴の手下。

#### その他
山田（やまだ）
裏社会の情報屋。風華学園に潜入し情報収集をしている。

### 舞-乙HiMEより引き続き登場

#### ヴィントブルーム公国
マシロ・ブラン・ヴィントブルーム
声：ゆかな
ヴィントブルーム公国の女王。
視察団の責任者として風華学園にやってくる。その容姿から風花真白と間違えられることが多く、真白と間違えられると不機嫌になる。
夢宮ありか（ゆめみや ありか）
声：菊地美香
星之宮風華学園の卒業生で現在はマシロのお供をしている。
年齢は真夜としおんと同じ16歳だがすごい能力者だったらしく2年前に飛び級で風華学園を卒業した。
真夜が特撮ヒーローの主人公に似ていることから真夜をカグチ・マヤと呼んでいる。
ニナ・ウォン
声：小清水亜美
マシロのお供として風華学園にやってくる。能力は他者の思念を追い、相手の容姿や年齢、また素性などを見抜くことが出来る。
エルスティン・ホー
イリーナ・ウッズ
ラウラ・ビアンキ
マシロのお供として風華学園にやってくる。

## 用語集
星之宮風華学園
北海道の人里離れた場所に位置し、超能力を持った高校生が集められた全寮制の高等学校。
テレパシーで他人の記憶を覗いてはいけないなど、超能力者が集まるゆえの独特の校則が特徴。
生徒たちはグループを組み、その超能力を使って学園の覇権（生徒会役員の座）の奪い合いをしている。
現在学園の覇権を握っているのは藤乃静留が率いる現生徒会執行部。
星之宮財団
星之宮風華学園の母体である財団。謎が多い存在で、真夜に手錠をつけたのもこの財団の仕業と思われる。
ヴィントブルーム公国
星之宮財団と数千年前から深い関わりがある国で財団の本部がある。
超能力者
読んで字のごとく。PKやテレパシーなど、生徒によって得意分野が分かれており、能力はさまざま。
また、生徒個人ごとにその強さは大きく違い、学園内ではその能力の強さによってランク分けがある。
エルスやラウラがAランク。アリカやニナ、舞衣がそれ以上のランクの模様。
MiKO
星之宮風華学園において一部の特別な超能力者を指すときに使う用語。単に巫女と呼ばれる場合もある。
また、MiKO能力者はほかの生徒に比べて強い力を持っているとされ、学園は何らかの意図を持って彼女たちを学園に集めている。
現在までに設定でMiKOであると公開された生徒は神楽真夜、天王寺しおん、玖我なつき、藤乃静留、鴇羽舞衣の5名。
うち真夜は「龍の巫女」、しおんは「虎の巫女」と呼ばれる。また、舞衣は先代の「龍の巫女」。
なつき団
玖我なつき率いる弱小グループ。過去静留に恥をかかされた彼女が個人的な復讐戦を行うために結成した。
現在の構成メンバーはリーダーのなつきと神楽真夜、天王寺しおん。
朱雀会
かつて現生徒会執行部に対抗できるほどの勢力を誇ったグループ。
一旦は静留たちの手によって壊滅したが、現在はその残党である雛菊巴らが水面下で活動している。

## 既刊
- 舞-HiME★DESTINY ～龍の巫女～『プリズン・キャスト』（2007年10月1日　ISBN 4894256096）
- 舞-HiME★DESTINY ～龍の巫女～『ウェルメイド・フレンズ』（2008年8月1日　ISBN 9784894257450）

## メディア展開

### ドラマCD
- 舞-HiME★DESTINY ～龍の巫女～『序章・神楽真夜、北へ』（舞-乙HiME Zwei4巻初回限定版特典）
- 舞-HiME★DESTINY ～龍の巫女～『嵐の転入生/運命の扉』（2007年10月10日発売）
- 舞-HiME★DESTINY ～龍の巫女～『過去と未来の絆』（2008年3月12日発売）
- 舞-HiME★DESTINY ～龍の巫女～『野望の果て/輝く道』（2008年4月16日発売）

コミック
- 舞-HiME★DESTINY ～龍の巫女～『胸さわぎの捜査線・前編』（キャラの!Vol.3掲載）
- 舞-HiME★DESTINY ～龍の巫女～『胸さわぎの捜査線・後編』（キャラの!Vol.4掲載）